# Championnats du monde de BMX 2008
Navigation
Édition précédente Édition suivante
Les championnats du monde de BMX 2008 se sont déroulés à Taiyuan en Chine du 29 mai au 1er juin 2008.

## Podiums
| Épreuves                     | Or                        | Argent                        | Bronze                        |
| ---------------------------- | ------------------------- | ----------------------------- | ----------------------------- |
| Épreuves masculines          |                           |                               |                               |
| Élite hommes                 | Māris Štrombergs Lettonie | Steven Cisar États-Unis       | Sifiso Nhlapo Afrique du Sud  |
| Cruiser élite hommes         | Thomas Hamon France       | Manuel De Vecchi Italie       | Jonathan Suarez Venezuela     |
| Épreuve masculines - juniors |                           |                               |                               |
| Junior hommes                | Sam Willoughby Australie  | Vincent Pelluard France       | Denzel Stein États-Unis       |
| Cruiser junior hommes        | Joris Daudet France       | Vincent Pelluard France       | Jelle van Gorkom Pays-Bas     |
| Épreuves féminines           |                           |                               |                               |
| Élite femmes                 | Shanaze Reade Royaume-Uni | Anne-Caroline Chausson France | Sarah Walker Nouvelle-Zélande |
| Cruiser élite femmes         | Magalie Pottier France    | Amélie Despeaux France        | Sarah Walker Nouvelle-Zélande |
| Épreuves féminines - juniors |                           |                               |                               |
| Junior femmes                | Manon Valentino France    | Lauren Reynolds Australie     | Rachel Bracken Australie      |
| Cruiser junior femmes        | Mariana Pajón Colombie    | Manon Valentino France        | Eva Ailloud France            |

## Tableau des médailles
| Rang  | Nation           | Or | Argent | Bronze | Total |
| ----- | ---------------- | -- | ------ | ------ | ----- |
| 1     | France           | 4  | 5      | 1      | 10    |
| 2     | Australie        | 1  | 1      | 1      | 3     |
| 3     | Colombie         | 1  | 0      | 0      | 1     |
| 3     | Lettonie         | 1  | 0      | 0      | 1     |
| 3     | Royaume-Uni      | 1  | 0      | 0      | 1     |
| 6     | États-Unis       | 0  | 1      | 1      | 2     |
| 7     | Italie           | 0  | 1      | 0      | 1     |
| 8     | Nouvelle-Zélande | 0  | 0      | 2      | 2     |
| 9     | Pays-Bas         | 0  | 0      | 1      | 1     |
| 9     | Afrique du Sud   | 0  | 0      | 1      | 1     |
| 9     | Venezuela        | 0  | 0      | 1      | 1     |
| Total | Total            | 8  | 8      | 8      | 24    |